# 紀元前603年
紀元前603年（きげんぜん603ねん）は、西暦（ローマ暦）による年。紀元前1世紀の共和政ローマ末期以降の古代ローマにおいては、ローマ建国紀元151年として知られていた。紀年法として西暦（キリスト紀元）がヨーロッパで広く普及した中世時代初期以降、この年は紀元前603年と表記されるのが一般的となった。

## 他の紀年法
- 干支 : 戊午
- 日本
  - 皇紀58年
  - 神武天皇58年
- 中国
  - 周 - 定王4年
  - 魯 - 宣公6年
  - 斉 - 恵公6年
  - 晋 - 成公4年
  - 秦 - 桓公元年
  - 楚 - 荘王11年
  - 宋 - 文公8年
  - 衛 - 成公32年
  - 陳 - 霊公11年
  - 蔡 - 文侯9年
  - 曹 - 文公15年
  - 鄭 - 襄公2年
  - 燕 - 桓公15年
- 朝鮮
  - 檀紀1731年
- ユダヤ暦 : 3158年 - 3159年

## できごと

### 中国
- 晋の趙盾と衛の孫免の連合軍が陳に侵攻した。
- 周の定王が子服を斉に派遣して后を求めさせた。
- 赤狄が晋に侵攻し、懐と邢丘を包囲した。
- 楚軍が鄭に侵攻し、厲で和議を結んで凱旋した。